# Neaenus varius
Neaenus varius är en insektsart som beskrevs av Fowler 1897. Neaenus varius ingår i släktet Neaenus och familjen spottstritar. Inga underarter finns listade i Catalogue of Life.